# Omni die dic Mariae

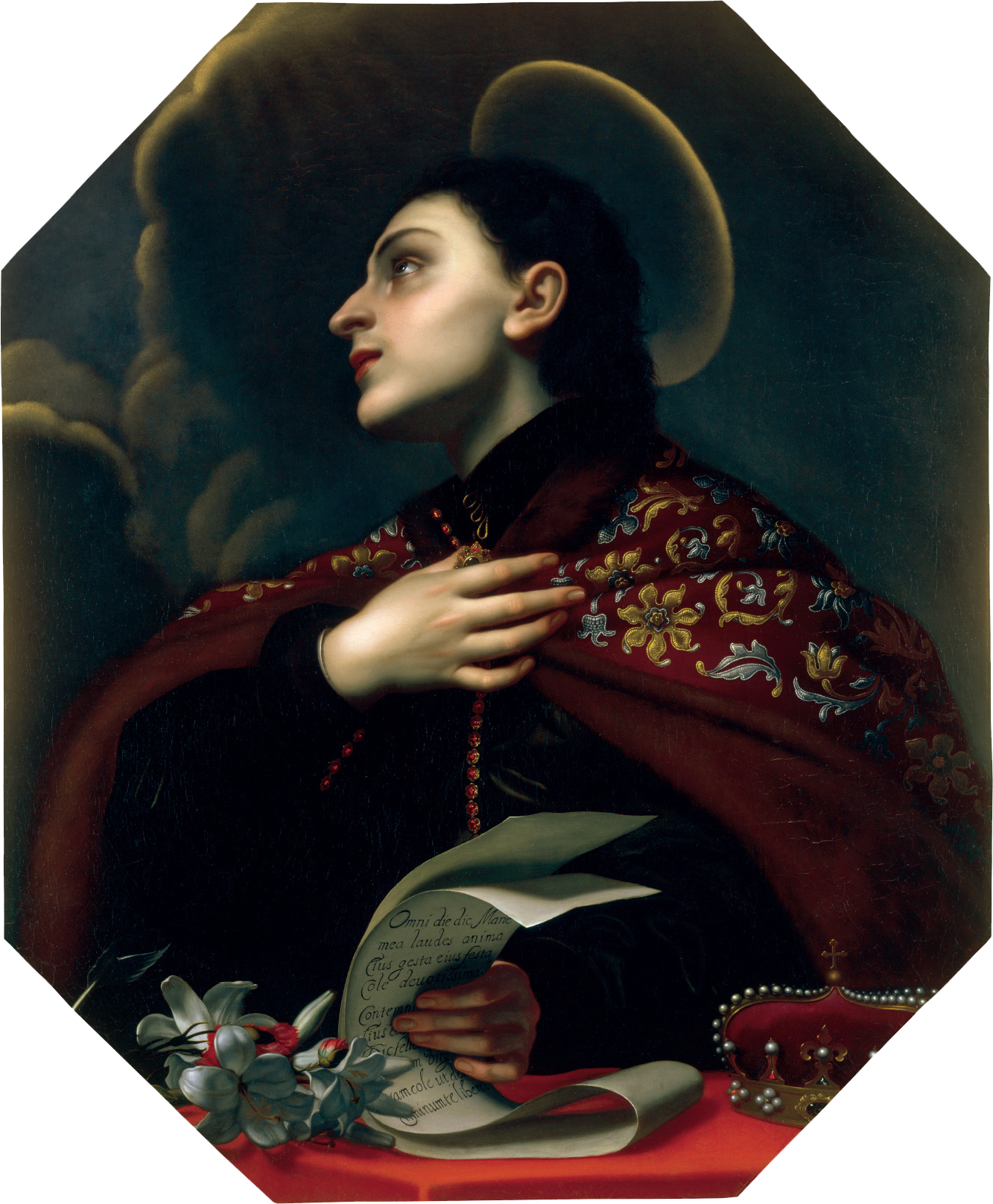
Svatý Kazimír (v ruce drží list s textem Omni die, C. Dolci, 17. stol.)

Omni die dic Mariae (česky Dokud žiji dík Marii, angl. Daily, daily sing to Mary něm. Alle Tage sing und sage) je latinský hymnus z 12. století, který pravděpodobně napsal opat clunyjského kláštera Bernard z Morlaix. V barokní době byl považován za autora hymnu svatý Kazimír, který se jej každý den modlil a list s textem byl nalezen v jeho hrobce.

## Charakteristika
Text je projevem úcty k Panně Marii, kterou oslavuje jako Bohorodičku, a zejména jako přímluvkyni u Boha.

## Text
| Latinsky Omni die dic Mariae Mea laudes anima: Ejus festa, ejus gesta Cole devotissima. Contemplare et mirare Ejus celsitudinem: Dic felicem genitricem, Dic beatam Virginem. Ipsam cole, ut de mole Criminum te liberet, Hanc appella, ne procella Vitiorum superet. Haec persona nobis dona Contulit coelestia; Haec regina nos divina Illustravit gratia. |  | Česky Dokud žiji, dík Marii vzdej každý den duše má K její chvále neustále zpívej duše zkroušená. Její ctnosti v zkroušenosti rozjímej a zvelebuj. Matku blahou, Pannu drahou, vděčně zbožně oslavuj. Můj jazyku, vzdávej díky Panně Bohorodici. Jí zrušena je vyřčená kletba prvorodicí. Neustále, nebes Krále Matku slušně zvelebuj, vděčně slavně neúnavně její ctnosti vychvaluj. |